# Ө
Ө (gemen: ө), ett genomstruket О, är en bokstav i det kyrilliska alfabetet som används i basjkiriska, kalmykiska, kazakhiska, kirgiziska, mongoliska, burjatiska och jakutiska. Det representerar i de flesta språk ett ljud nära svenskans ö.
Tecknet är snarlikt, men inte identiskt med den gammelkyrilliska Ѳ (fita) och grekiskans Θ (theta). Det användes ursprungligen i jaŋalif, ett äldre kyrilliskt alfabet för tatariska. Vanliga transkriberingar till det latinska alfabetet är ö eller ô (i ISO 9).